# 船埔镇
船埔镇是中华人民共和国广东省揭阳市普宁市下辖的一个乡镇级行政单位，位于南阳山区，辖区总面积130平方公里，户籍人口51839人（2008年），下辖1个社区和28个行政村。

## 行政区划
赤岗镇下辖以下地区：
船埔圩社区、青潭村、席草湖村、鸭母寮村、坑尾村、西溪村、梅田村、埔仔村、船埔村、深水村、永光村、大洋村、半溪村、新联村、告陂村、天青村、两坑村、坑圆村、古坑村、宝樟村、毕石村、大福村、红足村、樟树村、利坑村、庵内村、黄沙村、河坑村和吉告村。